# Inherent Vice (film)
Inherent Vice är en amerikansk komedi-kriminalfilm från 2014 i regi av Paul Thomas Anderson. Anderson har även skrivit filmens manus som bygger på Thomas Pynchons roman Inneboende brist från 2009. I rollerna finns bland andra Joaquin Phoenix, Josh Brolin, Owen Wilson, Katherine Waterston, Reese Witherspoon och Benicio del Toro. Musiken är skriven av Jonny Greenwood, även känd från rockbandet Radiohead.
Inför Oscarsgalan 2015 nominerades Inherent Vice i två kategorier, Bästa manus efter förlaga och Bästa kostym. Vid Golden Globe-galan 2015 nominerades Joaquin Phoenix i kategorin Bästa manliga huvudroll - musikal eller komedi.

## Rollista i urval
- Joaquin Phoenix – Larry "Doc" Sportello
- Josh Brolin – Det. Christian F. "Bigfoot" Bjornsen
- Owen Wilson – Coy Harlingen
- Katherine Waterston – Shasta Fay Hepworth
- Reese Witherspoon – Penny Kimball
- Benicio del Toro – Sauncho Smilax, Esq.
- Jena Malone – Hope Harlingen
- Joanna Newsom – Sortilège
- Jordan Christian Hearn – Denis
- Hong Chau – Jade
- Jeannie Berlin – Aunt Reet
- Maya Rudolph – Petunia Leeway
- Michael K. Williams – Tariq Khalil
- Michelle Sinclair – Clancy Charlock
- Martin Short – Dr. Rudy Blatnoyd
- Sasha Pieterse – Japonica Fenway
- Martin Donovan – Crocker Fenway
- Eric Roberts – Michael Z. "Mickey" Wolfmann
- Serena Scott Thomas – Sloane Wolfmann
- Yvette Yates – Luz
- Andrew Simpson – Riggs Warbling
- Jefferson Mays – Dr. Threeply
- Keith Jardine – Puck Beaverton
- Peter McRobbie – Adrian Prussia
- Sam Jaeger – Agent Flatweed
- Timothy Simons – Agent Borderline
- Samantha Lemole – Golden Fang Mother
- Madison Leisle – Golden Fang Daughter
- Matt Doyle – Golden Fang Father
- Liam Van Joosten – Golden Fang Son
- Martin Dew – Dr. Buddy Tubeside
- Shannon Collis – Bambi
- Christopher Allen Nelson – Glenn Charlock
- Vivienne Khaledi – Amethyst Harlingen
- Jillian Bell – Chlorinda
- Elaine Tan – Xandra
- Delaina Mitchell – Mrs. Chastity Bjornsen
- Erica Sullivan – Dr. Lily Hammer